# William Prest
William Prest (York, 1º aprile 1832 – Sheffield, 10 febbraio 1885) è stato un calciatore e crickettista britannico.
Visse la maggior parte della sua vita a Sheffield, dove fondò insieme a Nathaniel Creswick lo Sheffield Football Club.

## Biografia
William era figlio di William e Arabella Prest, e si trasferì con loro a Sheffield quando suo padre divenne un uomo d'affari, nel campo del vino. 
Qui William divenne un noto giocatore di cricket entrando nel 1854 a far parte dello Sheffield Cricket Club, ma la sua fama la deve alla fondazione dello Sheffield F.C. e alla stesura delle Sheffield Rules, che influenzeranno molto le future regole del calcio.
Il club fu fondato il 24 ottobre 1857 e William ne divenne il vicepresidente. 
Nel 1859 William Prest venne coinvolto nella formazione del 2º West Yorkshire Rifles con sede a Sheffield, fucilieri della Royal Army e rimase nella Royal Army fino alla morte.
William mori il 10 febbraio 1885, all'età di 52 anni, a causa di una emorragia e venne sepolto tre giorni dopo allo Sheffield General Cemetery con tutti gli onori militari.